# Жижия
Жижия (на украински: Жижия, на румънски: Jijia) е река в Украйна (Чернивецка област) и Румъния (окръзи Ботошани и Яш), десен приток на Прут (ляв приток на Дунав). Дължина 287 km (в Украйна 12 km). Площ на водосборния басейн 5770 km² (в Украйна 13 km²).
Река Жижия води началото си от северната част на платото Сучава, на 222 m н.в., в южната част на Чернивецка област, Украйна. След 12 km, северозападно от село Хилещи Кришан навлиза на румънска територия и по цялото си протежение тече в югоизточна посока през Предкарпатската равнина. В долното си течение, на протежение от около 70 km тече в долината на река Прут и успоредно на нея, по обширна заливна тераса, в която силно меандрира. Разстоянието по права ления от извора до устието ѝ е 190 km, а действителната ѝ дължина с многобройните меандри – 287 km. Влива се отдясно в река Прут (ляв приток на Дунав), на 26 m н.в., при село Гура Бохотин, в крайната югоизточна част на окръг Яш.
На югозапад и запад водосборният басейн на Жижия граничи с водосборните басейни на река Бърлад и други по-малки леви притоци на Сирет, а на североизток – с водосборните басейни на река Башеу и други по-малки десни притоци на Прут. В тези си граници площта на водосборния басейн на реката възлиза на 5770 km² (20,93% от водосборния басейн на Прут).
Основните ѝ притоци са десни: Ситна (78 km, 943 km²), Милетин (90 km, 675 km²), Бахлуй (119 km, 1962 km²).
Подхранването на реката е снежно-дъждовно, с високо пролетно пълноводие, а през лятото силно намалява.
По течението на Жижия са разположени множество предимно малки населени места, като най-голямо е град Дорохой в окръг Ботошани.